# Aldo-ceto reductasa
La familia aldo/ceto reductasa es una familia de enzimas que incluye una serie de oxidorreductasas monoméricas relacionadas NADPH-dependientes, tal como la aldehído reductasa, aldosa reductasa, prostaglandina-F sintasa, xilosa reductasa, rho cristalina, y muchas otras.

## Estructura
Todos poseen una estructura similar, con un característico pliegue beta-alfa-beta de las proteínas de unión de nucleótidos. El pliegue comprende un beta-8/alfa-8-barril paralelo, que contiene un nuevo adorno ligante de NADP. El sitio de unión se encuentra en una gran bolsa profunda y elíptica en la punta terminal C de la beta-lámina, el sustrato estando unido en una conformación extendida. La naturaleza hidrofóbica de la bolsa favorece sustratos aromáticos y apolares por sobre los altamente polares.
La unión de la coenzima NADPH causa un cambio conformacional masivo, reorientando un lazo, bloqueando la coenzima en su lugar. Esta unión es más similar a las oxidorreductasas que se unen a las FAD que a las que se unen a las NAD(P).

## Ejemplos
Algunas proteínas de esta familia contienen una cadena canal de potasio dominio regulador beta (potassium channel beta chain regulatory domain); estos son reportados de tener actividad oxidorreductasa.